# 권중화
권중화(權仲和, 1322년 ∼ 1408년)는 고려 말 조선 초의 문관이다. 본관은 안동(安東)이며, 아버지는 도첨의정승(都僉議政丞) 권한공(權漢功)이다. 자는 용부(容夫), 호는 동고(東皐)이다.

## 생애
1353년 문과에 급제하였다. 지신사(知申事)·정당문학(政堂文學)·문하찬성사(門下贊成事) 등을 역임하였다. 이성계를 도와 조선 개국에 참가하여 판문하부사(判門下府使)에 올라 명나라까지 다녀왔고, 1407년 영의정에 이르렀다.
고사(故事) 및 지리·복서(卜筮)·의학에 통달하여 우왕 3년(1377) 상지관(相地官)으로 뽑혀 철원을 살펴보고, 동왕 4년에 북소(北蘇) 궁궐의 구기(舊基)를 답사한 일이 있고, 태조 때에 전라도·양광도를 답사, <계룡산 도읍도>를 바쳐, 계룡산 신도론을 주장하였다. 한때는 한양공사를 중단시키고 계룡산 신도공사를 일으키기까지 하였으나 하륜(河崙) 등의 반대로 뜻을 못 이루었으며, 다음해에는 하륜의 무악천도론(毋岳遷都論)을 반대하여 한양천도로 낙착되게 했다.

## 저서
의약에 정통해 『향약간이방(鄕藥簡易方)』을 편집하였다. 《동국역대제현비록촬요》를 편찬하였다.

## 같이 보기
- 동의보감
- 향약집성방